# Константиновка (Каушански район)
Вижте пояснителната страница за други значения на Константиновка.
Константиновка (на молдовски: Constantinovca) е село, разположено в Каушански район, Молдова.

## Население
Населението на селото през 2004 година е 762 души, от тях:
- 76,25 % – българи
- 14,70 % – молдовани
- 4,72 % – руснаци
- 3,94 % – украинци
- 0,26 % – гагаузи
- 0,13 % – други националности (цигани няма)